# Trollbabe
Trollbabe è un gioco di ruolo indie scritto da Ron Edwards, nato dal suo lavoro sulla filosofia di progetto narrativista. Edwards lo autopubblicò in formato PDF attraverso il sito Adept Press, pubblicando in forma cartacea solo nel 2009.. È stato pubblicato in italiano da Narrattiva.

## Sistema di gioco
Trollbabe richiede un game master e uno o più giocatori. Tutti i giocatori interpretano trollbabe, grandi esseri cornuti a metà tra gli esseri umani e i troll.
Ogni giocatore ha un singolo numero il "Trollbabe Number". Per riuscire in una magia devono tirare un dado a 10 facce e ottenere un risultato inferiore al Trollbabe Number, mentre per riuscire in un combattimento devono ottenere un risultato superiore. Infine per riuscire in un'azione sociale devono ottenere un risultato minore o maggiore o uguale al Trollbabe Number, a seconda del quale hanno la miglior probabilità di riuscire.
Varie circostanze possono modificare il tiro, inoltre i giocatori possono ottenere di ritirare il dado in una di due casi:
- Ogni giocatore ha una serie di circostanze, come "si ricorda un incantesimo" o "alleato inaspettato" che può invocare una volta per sessione di gioco per ottenere di rilanciare il dado.
- Possono inoltre ottenere di ritirare il dado formando una relazione con un Personaggio non giocante incontrato nel corso dell'avventura (nemici inclusi).

Ogni avventura inizia con la trollbabe che sta andando da qualche parte a piedi. Se c'è più di un giocatore non è necessario che siano assieme, il master può passare da una all'altra avventura.
Il master predetermina la "posta" per ogni avventura, qualcosa che avverrà o non avverrà in conseguenza delle azioni delle trollbabe.
Il concetto ha anche il concetto di "scalata", iniziare con avventure che influenzano solo una o due persone e intensificare la posta tra le sessioni di gioco (o su richiesta dei giocatori) fino al punto in cui le azioni delle trollabe possono potenzialmente influenzare tutti gli umani e tutti i troll.

## Influenza
Trollbabe ebbe un forte impatto sulla scena dei giochi di ruolo indie. Tra i giochi che lo citano come influenza ci sono Fate, Cani nella vigna e i giochi basati sul Cortex system della Margaret Weis Productions.